# Haut-commissariat du Canada en Nouvelle-Zélande
Le haut-commissariat du Canada en Australie est la représentation diplomatique du Canada en Nouvelle-Zélande et dans quelques autres pays du Pacifique. Ses bureaux sont situés au 11e étage du 125 The Terrace, dans la capitale néo-zélandaise Wellington.

## Mission
Ce haut-commissariat est responsable des relations entre le Canada et la Nouvelle-Zélande et offre des services aux Canadiens en sol néo-zélandais. Sa mission s'étend aussi à plusieurs petits pays du Pacifique : les Fidji, les Kiribati, Samoa, les Tonga et les Tuvalu.
Le Canada possède également un consulat à Auckland, plus grande ville du pays, pour les affaires commerciales. Un consulat honoraire est présent à Nadi, aux Fidji.

## Hauts-commissaires
- 1940 - 1946 : Walter Alexander Riddell
- 1946 - 1952 : Alfred Rive
- 1953 - 1956 : Egerton Herbert Norman
- 1956 - 1957 : Kenneth Porter Kirkwood
- 1957 - 1958 : Charles Eustace McGaughey
- 1957 - 1963 : George Robert Cawdron Heasman
- 1962 - 1967 : Kenneth Joseph Burbridge
- 1966 - 1970 : Ronald Macalister Macdonnell
- 1970 - 1974 : John Alpine Dougan
- 1974 - 1978 : Clive Edward Glover
- 1978 - 1981 : Irene Elizabeth Johnson
- 1981 - 1985 : Roger Rousseau
- 1985 - 1989 : Albert Douglas Small
- 1990 - 1994 : William Esmond Jarvis
- 1994 - 1997 : Robert A. Wright
- 1997 - 2001 : Valérie Raymond
- 2001 - 2005 : John F. Donaghy
- 2005 - 2009 : Penny Reedie
- 2009 - 2015 : Caroline Chrétien
- 2015 - : Mario Bot